# Artabotrys jollyanus
Artabotrys jollyanus este o specie de plante angiosperme din genul Artabotrys, familia Annonaceae, descrisă de Jean Baptiste Louis Pierre, Adolf Engler și Friedrich Ludwig Diels. Conform Catalogue of Life specia Artabotrys jollyanus nu are subspecii cunoscute.